# Clifford (Michigan)
Clifford é uma vila localizada no estado americano de Michigan, no Condado de Lapeer.

## Demografia
Segundo o censo americano de 2000, a sua população era de 324 habitantes.
Em 2006, foi estimada uma população de 323, um decréscimo de 1 (-0.3%).

## Geografia
De acordo com o United States Census Bureau tem uma área de
3,9 km², dos quais 3,9 km² cobertos por terra e 0,0 km² cobertos por água. Clifford localiza-se a aproximadamente 252 m acima do nível do mar.

## Localidades na vizinhança
O diagrama seguinte representa as localidades num raio de 20 km ao redor de Clifford.